# Докучаево (Калининградская область)
Докучаево (до 1938 — Замонинен (нем. Samonienen), до 1946 — Райтерхоф (нем. Reiterhof)) — посёлок в Нестеровском муниципальном округе Калининградской области.

## География
Находится в юго-восточной части Калининградской области, в зоне хвойно-широколиственных лесов, в пределах Виштынецкой возвышенности, при автодороге 27К-179, на расстоянии примерно 20 километров (по прямой) к юго-западу от города Нестерова, административного центра района. Абсолютная высота — 135 метров над уровнем моря.

### Часовой пояс
Посёлок Докучаево как и вся Калининградская область, находится в часовой зоне МСК−1. Смещение применяемого времени относительно UTC составляет +2:00.

## История
До 1938 года носил название Замонинен (нем. Samonienen). В период с 1938 по 1950 годы назывался Райтерхоф (нем. Reiterhof). В период с 2008 по 2018 годы Докучаево входило в состав Чистопрудненского сельского поселения Нестеровского района, с 2018 по 2022 годы — в состав Нестеровского городского округа.

## Население
| 1910 | 2002 | 2010 |
| ---- | ---- | ---- |
| 100  | ↘44  | ↘41  |

### Национальный состав
Согласно результатам переписи 2002 года, в национальной структуре населения русские составляли 79 %.